# Parindjapyx
Parindjapyx es un género de Diplura en la familia Japygidae.

## Especies
- Parindjapyx aelleni Pagés, 1977
- Parindjapyx apulus (Silvestri, 1908)
- Parindjapyx chiorandoi Silvestri, 1933
- Parindjapyx crivellarii Silvestri, 1933
- Parindjapyx dessyi Silvestri, 1933
- Parindjapyx furcatus Pagés, 1984
- Parindjapyx guttulatus Pagés, 1984
- Parindjapyx insignis Pagés, 1984
- Parindjapyx vulturnus Pagés, 1984
- Parindjapyx wollastonii (Westwood, 1874)
- Parindjapyx xerophilus Pagés, 1984